# Agelastes
Agelastes is een klein geslacht van vogels in de parelhoender familie. Het bestaat uit twee soorten:
- Agelastes meleagrides – Kalkoenparelhoen
- Agelastes niger – Zwart parelhoen